# Konservative Studenter
|  | Denne artikel handler om den borgerlige studenterpolitiske forening ved Aarhus Universitet. For Det Konservative Folkepartis studenterorganisation, se Konservative Studerende. |
Konservative Studenter (KS) er en borgerlig studenterpolitisk forening ved Aarhus Universitet. Foreningen arbejder primært med studenter- og uddannelsespolitiske emner, men afholder også arrangementer, foredrag og debatter med kendte mennesker fra ind- og udland. Mest markant udgiver foreningen Årsskriftet Critique, der siden 2008 har etableret sig som en stemme i den borgerlige idedebat. Årsskriftet fik i 2011 en lillebror i form af netmagasinet Replique.

## Historie
Foreningen stiftedes den 4. september 1934 på foranledning af byens store KU-afdeling og dennes formand A. Munch.[kilde mangler] Dens virke stod i de første mange år i forlængelse af Konservativ Ungdom og Studenterforeningen på Aarhus Universitet. Da universitetet indtil 1960erne stadigvæk var lille, var foreningens omfang til stadighed begrænset.
Fra slutningen af 1950erne oplevede foreningen en stærk vækst, som kulminerede i årene 1964-1968, hvor foreningen var universitets største politiske forening og man begyndte udgivelsen af tidsskriftet Critique. I forbindelse med studenteroprøret mistede foreningen sin position og gik i midten af 70erne i dvale. Først i 1983 kom der igen for alvor liv i foreningen, som prøvede at høste frugterne af yuppie-bølgen og gøre sig gældende i Studenterpolitik. Siden har foreningen virket kontinuerligt på Aarhus Universitet.

## Foreningen af Borgerlige Jurister
I 1992 stiftedes Konservative Jurister, en underforening til KS, som havde til formål at bedrive studenterpolitik specifikt på jurastudiet på Aarhus Universitet. Foreningen er selvstændig og har sine egne vedtægter og sin egen bestyrelse, men er ikke adskilt fra det bredere KS. Konservative Jurister skiftede med tiden navn til Foreningen af Borgerlige Jurister.
En kort årgang fandtes også Konservative Politologer.

## Formænd
- 2013 - 2015 Hans Henrik Juhl
- 2015 - 2016 Anders Staunsbjerg Brogner
- 2016 - 2017 Henrik Dahlin
- 2017 - 2020 Kim Risbjerg Madsen
- 2020 - 2022 Matias Tidemand Sørensen
- 2022 - Max Manøe Bjerregaard

## Landspolitisk arbejde
Foreningen er medlem af Konservative Studerendes Landsorganisation og er i dag den største medlemsforening på landsplan.